# Ойра (река)
О́йра — река в Магаданской области России, течёт по территории Ольского района. Ойра впадает в Амахтонский залив, протяжённость реки — 73 км.
Происхождение названия реки из эвенского языка. «Ойра» означает «река со скалистыми берегами».

## Гидрография
Исток реки Ойра образуют горные ручьи юго-восточного склона хребта Момолтыкис, сливающиеся на высоте 353,1 м. От истока течёт в юго-восточном направлении по межгорной долине, поросшей лиственничной тайгой. Ниже устья Пантача меняет направление течения на южное. Здесь ширина реки — 10 м, глубина — 0,8 м, скорость течения воды — 1,3 м/с. В дальнейшем протекает по заболоченной местности в окружении поросших лиственницей холмов, петляет, образует множество рукавов. В низовьях узким порожистым ущельем перерезает Арманский хребет. Ширина реки перед хребтом — 20 м, глубина — 1,2 м, скорость — 1,5 м/с.
В самом нижнем течении выходит на приморскую заболоченную равнину. У посёлка Новостройка, стоящего на берегу Охотского моря, поворачивает на восток и течёт вдоль береговой линии, оставляя по левую сторону озеро Глухое и автомобильную дорогу Р-481. Впадает в Амахтонский залив, образуя общий с реками Широкой и Ольховым эстуарий.
Имея протяжённость 73 км, река Ойра входит в число 159 средних рек Охотоморского побережья.

## Притоки
Объекты перечислены по порядку от устья к истоку.
- 28 км: без названия[8] (пр.)
- Брод[8] (лв.)
- 33 км: Колено[8] (пр.)
- 34 км: Озерный[8] (лв.)
- 45 км: Пантач[8] (лв.)
- 55 км: Бумеранг[7] (лв.)

## Данные водного реестра
По данным государственного водного реестра России относится к Анадыро-Колымскому бассейновому округу, водохозяйственный участок реки — Бассейны рек Охотского моря от южной границы бассейна р. Тахтаяма до северо-восточной границы бассейна р. Иня. Речной бассейн реки — Бассейны рек Охотского моря от Пенжины до хр. Сунтар-Хаята.
Код объекта в государственном водном реестре — 19100000212119000142697.

## Данные рыбохозяйственного реестра
Река Ойра — место обитания лососевых видов рыб. В устьевой части осуществляется промышленный вылов (добыча) тихоокеанских лососей. Водоему присвоена высшая категория рыбохозяйственного значения.
Река Ойра относится к Дальневосточному рыбохозяйственному бассейну.

## Археология
В устьевой части реки Ойра в 1961 году была обнаружена стоянка времен неолита.